# ОПОРА (громадська організація)
Всеукраїнська громадська організація "Громадянська мережа «ОПОРА» (скорочено — Громадянська мережа ОПОРА, мережа ОПОРА) — неурядова всеукраїнська організація громадського контролю та адвокації у сфері виборів, парламентаризму, освіти, управління спільною власністю, енергоефективності, місцевого самоврядування, а також всеосяжного впровадження принципу відкритих даних.

## Напрямки діяльності

### Основні напрямки роботи
- вибори
- парламент
- відкриті дані
- місцеве самоврядування
- освіта
- ЖКГ та енергетика

### Станом на 2018 рік займається
- незалежним спостереженням за виборами[1];
- системним привертанням уваги до проблеми оновлення ЦВК[2];
- просуванням на законодавчому рівні невідворотності покарань за виборчі злочини[3];
- паралельним підрахунком голосів[4] на основі соціологічної вибірки;
- моніторингом[5] роботи парламенту;
- розробкою онлайн-сервісів[6], які допомагають громадянам стежити за діяльністю народних депутатів;
- активізацією громадян для участі в демократичних процесах[7];
- сприянням поширенню сталої демократичної культури[8];
- формуванням суспільного запиту на антипопулізм у політиці та державному управлінні;
- аналізом відкритих даних[9]органів влади;
- поширенням серед органів влади практики впровадження принципу відкритих даних;
- розробкою політик;
- інформуванням про ефективні практики енергозбереження[10]та сприянням їх впровадженню на законодавчому рівні в Україні;
- спостереженням за Зовнішнім Незалежним Оцінюванням (ЗНО);[11]
- допомогою та консультуванням абітурієнтів щодо процесу складання ЗНО;
- наданням рекомендацій щодо покращення процесу складання ЗНО.

## Місія
Метою діяльності Громадянської мережі ОПОРА активісти об'єднання визначають прагнення зробити публічне врядування прозорим, інклюзивним та відкритим, а вироблення політик, надання послуг, доступність даних, прийняття рішень органами влади та їх комунікацію з громадянами — якісними. Також мережа вбачає потребу в активізації громадян, щоб вони хотіли та могли впливати на покращення свого середовища, свідомо брали участь у суспільно-політичному житті.
Представники Громадянської мережі ОПОРА визначають основою своєї роботи задля досягнення мети спільні цінності. Серед них: права людини, демократія, свобода, суспільна користь, верховенство права, а також громадська, організаційна та персональна відповідальність.

## Історія створення
Ще з 2003 року молоде активне громадське середовище України шукало майданчиків для обговорення та співпраці щодо активізації демократичних зрушень у країні. Так, 14 лютого 2004 року в Києві на розширеному засіданні адміністративної групи затвердили загальну стратегію руху, що згодом став Громадянською кампанією «Пора! (чорна)», що виступала проти системи «кучмізму».
У січні 2005 року як правонаступницю Чорної Пори було створено Всеукраїнську громадську організацію «ПОРА!». Вона займалася реалізацією громадських кампаній, адвокасі, освітніми та соціальними проєктами. На базі цієї організації 14 грудня 2005 року утворилась Всеукраїнська громадська організація "Громадянська мережа «ОПОРА». Зміна назви була пов'язана з необхідністю уникнення асоціації зі створеною і зареєстрованою на основі Жовтої Пори у березні 2005 року політичної партії «Пора».

## Структура
Громадянська мережа ОПОРА представлена в усіх областях країни групами активних громадських діячів. Крім того, має 14 власних регіональних підрозділів: у Києві та Київській, Вінницькій, Донецькій, Житомирській, Закарпатській, Івано-Франківській, Луганський, Львівській, Рівненській, Тернопільській, Черкаській, Чернівецькій, Чернігівській областях.
Керівними органами організації є Координаційна рада та Правління. До Координаційної ради входять представники всіх регіональних осередків, а до Правління — керівники напрямків, голова організації та голова Правління.
У 2005-2006 роках головою був В'ятрович Володимир Михайлович.
У 2006-2009 роках головою був Гевко Андрій Євгенович
2009 року були обрані нові керівники організації: Неберикут Олександр Владиславович, як голова Організації, та Айвазовська Ольга Павлівна, як голова правління.

## Важливі етапи розвитку

### Вибори
З 2007 року ОПОРА системно аналізує виборчий процес, проводить спостереження за всіма його етапами, працює над удосконаленням виборчого законодавства відповідно до міжнародних стандартів. Впродовж 2007—2017 років представники мережі здійснювали громадське спостереження під час 14 виборчих кампаній. Загалом за цей час до моніторингу виборів було залучено 17 661 кваліфікованих спостерігачів.
2007
Перше системне спостереження ОПОРИ за виборами.
2010
- Уперше в Україні ОПОРОЮ було успішно проведено паралельний підрахунок голосів (PVT) на основі статистичної вибірки.
- ОПОРА була єдиною локальною організацією, яка обґрунтовано не визнала демократичними місцеві вибори.

2012
- ОПОРА стала співзасновницею європейської організації European Platform for Democratic Elections (EPDE).
- Уперше в Україні організація створила електронну Мапу верифікованих спостерігачами порушень.
- до парламентських виборів ОПОРА залучила та навчила 4 000 спостерігачів.

2013
Під час довиборів у „проблемних округах“ ОПОРА організувала онлайн-трансляцію з 5 окружних комісій та інтернет-марафон, який переглянули близько 75 000 громадян.
2014
- ОПОРА створила мобільний додаток, який містить низку зручних інструментів для якісного моніторингу виборів, котрі можуть застосовуватись журналістами, спостерігачами та активними виборцями.
- На місцевих виборах у Києві організація мобілізувала та навчила понад 800 спостерігачів, що є найвищим показником для однієї громади.
- Під час парламентських виборів дані паралельного підрахунку голосів ОПОРИ засвідчили як переможця виборів „Народний фронт“ та непотрапляння до парламенту ВО Свобода». Усі екзит-поли та інші дослідження мали значну похибку і не дали точного результату.

2015
- Експерти ОПОРИ разом з народними депутатами та іншими неурядовими організаціями розробили законопроєкт № 2831-2 «Про місцеві вибори».
- На місцевих виборах організація здійснювала спостереження на 100 % дільниць у Дніпрі (450 спостерігачів), Одесі (350 спостерігачів) та Харкові (598 спостерігачів), що є високим мобілізаційним показником для окремих громад.
- ОПОРА дала старт першій виборчій школі Election Camp, яка навчає та залучає активних громадян до спостереження за виборами, і такий формат згодом почали запозичувати європейські партнери організації.
- Мережа розпочала системний моніторинг розслідувань виборчих злочинів. За його результатами у 2016 році розроблено законопроєкт щодо змін до кодексів Кримінального, Про адміністративні правопорушення, Кримінального процесуального та виборчого законодавства.

2016
- ОПОРА приєдналась до Європейської мережі організацій зі спостереження за виборами (ENEMO).
- Була єдиною організацією, яка масштабно та системно спостерігала за першими виборами в об'єднаних громадах (ОТГ).

2017
У парламенті зареєстровано законопроєкт щодо виборчих прав внутрішньо переміщених осіб та інших мобільних всередині країни громадян № 6240, у розробці якого брала участь ОПОРА.

### Парламент
З 2013 року ОПОРА системно моніторить діяльність парламенту та політичних партій, готує рекомендації щодо підвищення якості роботи народних депутатів та парламентських комітетів, створює онлайн-інструменти громадського контролю за діяльністю Верховної Ради України, а також проводить просвітницькі кампанії для підвищення рівня політичної культури виборців та розвитку потенціалу громадських активістів.
2013
- Організація почала моніторити діяльність народних депутатів-мажоритарників у міжвиборчий період.
- За підтримки та участі ОПОРИ стартувала телепрограма «Дорогі депутати», яка транслювалась на 5 національних телеканалах («ТВІ», «24 канал», «Hromadske.ua», «5 канал», «Перший національний») та охопила мільйони глядачів.

2014
Комітети, врахувавши напрацювання ОПОРИ щодо стандартів прозорості та відкритості, створили власні вебсайти та суттєво покращили висвітлення своєї діяльності.
2015
- ОПОРА розробила унікальну дослідницьку методологію для моніторингу законотворчої роботи депутатів-мажоритарників та їх активності в округах. У 2015 році об'єктом системного моніторингу стали 36 народних депутатів, у 2016 році — 105, у 2017 році — 88.
- ОПОРА створила онлайн-сервіс «Rada4you: Вони голосують для тебе», який допомагає відстежувати голосування парламентарів за окремі політики.
- Організацією було розроблено інструмент «РАДА ГОВОРИТЬ» для змістового аналізу публічних промов депутатів на основі парламентських стенограм.

2016
- Громадянська мережа стала однією з 5 українських громадських організацій, яка підписала Декларацію відкритості парламенту від громадянського суспільства, спільно з Апаратом ВРУ розробила План з реалізації Декларації та контролює його виконання.
- ОПОРА разом із Hromadske.ua започаткували телепрограму «RE: ФОРМА», яка висвітлювала перебіг реформ у державі. Загальна аудиторія —  6 мільйонів глядачів.
- Організація створила Мапу приймалень парламентських партій та депутатів-мажоритарників з більше ніж 1 700 контактами.

2017
Програмісти ОПОРИ створили на онлайн-сервісі rada4you.org «Візуалізатор», який перетворює великий масив парламентських даних у стрункий графік чи інтерактивну таблицю. Візуалізація даних у два кліки допомагає журналістам та громадським експертам ілюструвати свої аналітичні матеріали.

### Відкриті дані
З 2016 року ОПОРА забезпечує публічність даних, реєстрів, що є в розпорядженні суб'єктів владних повноважень, а також їх оприлюднення у машиночитних форматах Open Data, які використовуються для сервісів і додатків відповідно до потреб громадськості.
2016
- У рамках ініціативи «Відкритий Парламент» ОПОРА запустила Портал відкритих даних Верховної Ради України, який містить 406 наборів даних.
- Організація провела масштабне дослідження щодо стану з відкритими даними в усіх обласних центрах України.
- ОПОРА запустила найбільший портал відкритих міських даних «Apps4cities». Наразі зібрано 166 наборів даних про 34 установи.

2016 — 2017
Ініціатива ОПОРИ «Дані міст» спільно з польськими партнерами Techsoup організувала і провела конкурс ідей міських сервісів, найкращі з яких втілились у реальність.
2017
- Завдяки дослідженню ОПОРА проаналізувала прогрес у впровадженні українськими містами політики відкритих даних.
- Організація підготувала в друкованому та онлайн варіантах посібник з відповідями на питання, як правильно впроваджувати політику відкритих даних.
- ініціатива ОПОРИ «Дані міст» спільно з польськими партнерами Techsoup стала співорганізатором конкурсу «Відкритий виклик» для міст. Переможці отримали шанс на допомогу експертів у впровадженні у своєму населеному пункті політики відкритих даних.

### Місцеве самоврядування
З 2009 року ОПОРА запроваджує стандарти прозорості, відкритості та підзвітності органів місцевого самоврядування, моніторить діяльність органів публічної адміністрації та якість надання муніципальних послуг, просуває механізми громадської участі та принципи належного врядування в роботі органів та посадових осіб місцевого самоврядування.
2009
- ОПОРА організувала першу в Україні Школу громадського контролю за діяльністю органів місцевого самоврядування на основі «Циклу Колба».
- ОПОРА підготувала Путівник з громадського контролю за діяльністю органів місцевого самоврядування в Україні.
- уперше в Україні ОПОРА провела Школу організації громад за участі тренерів із США та Німеччини.

2011 — 2012
ОПОРА розробила методику вимірювання публічності муніципалітетів в Україні — Індекс публічності місцевого самоврядування.
2013
- ОПОРА ініціювала проведення щорічного національного дослідження рівня публічності муніципалітетів у всіх обласних центрах України та м. Сімферополь.
- ОПОРА сформувала й постійно підтримує діяльність національної мережі організацій громадського контролю (watchdog) в Україні.

### Освіта
З 2008 року ОПОРА моніторить дотримання процедур підготовки та проведення зовнішнього незалежного оцінювання, допомагає вступникам адаптовуватись до постійних змін Умов прийому до вищих навчальних закладів, моніторить перебіг вступних кампаній, створює освітні платформи для інформування громадян про відповідні послуги, які надаються навчальними закладами.
2008
ОПОРА провела перше громадське спостереження за дотриманням правил і процедур зовнішнього незалежного оцінювання із залученням 1 650 спостерігачів.
2010
ОПОРА відкрила «гарячу лінію для абітурієнта».
2011
Уперше ОПОРА офіційно стала працювати в апеляційній комісії Українського центру оцінювання якості освіти (УЦОЯО), продовживши там роботу в 2015 і 2016 роках.
2013 — 2014
За висновками дослідження ОПОРИ щодо результатів зарахування абітурієнтів, на місця державного замовлення було введено пріоритетність заяв, які подаються вступником до ВНЗ.
2015
ОПОРА стала членом експертної комісії при Українському центрі оцінювання якості освіти, що встановлює пороговий бал «склав/не склав».
2016
ОПОРА організувала соціологічне дослідження щодо ставлення до ЗНО безпосередніх учасників тестування, масовості їхнього користування послугами репетиторів.

### Житлово-комунальне господарство та енергетика
З 2006 року ОПОРА активізує громадян для участі в суспільно-політичних процесах, пов'язаних із енергоефективністю, подоланням негативних явищ у сфері ЖКГ та енергетики, відносинами власності в багатоквартирних будинках, адвокатує реформи задля сталого енергетичного розвитку країни, формує енергоощадну поведінку серед громадян.
2006
ОПОРА провела Всеукраїнську кампанію «Хочемо знати, за що платимо» з вимогою забезпечити прозорість інформації про комунальні тарифи.
2008
ОПОРА заснувала неформальну коаліцію зі 150 неурядових організацій, ОСББ та ініціювала підписання Декларації «Відповідального власника житла в Україні».
2009
ОПОРА створила вебсайт «Країна відповідальних власників» з порадами щодо ОСББ та інструкціями про права споживачів житлово-комунальних послуг, телефонну «гарячу лінію» з онлайн-консультаціями.
2010
ОПОРА стала співзасновницею Першого Всеукраїнського Форуму ОСББ у Львові.
2010 — 2012
ОПОРА допомогла створити Ресурсні центри для ОСББ та підготувала  по 20 тренерів у Львові, Херсоні, Краматорську, Рубіжному, Євпаторії, Севастополі, Києві, Дніпропетровську, Вінниці, Алчевську, Кам'янці-Подільському.
2012
- 14 експертів ОПОРИ увійшли до Національної ради з питань ОСББ при Кабінеті Міністрів України.
- Організація розробила методику моніторингу відкритості, публічності й прозорості тарифів на комунальні послуги для місцевих активістів.

2015
- ОПОРА започаткувала інформаційний портал «ЖИТЛО».
- за участі ОПОРИ розроблено і прийнято 5 ключових законів у сфері ЖКГ: про особливості здійснення права власності у багатоквартирному будинку, про забезпечення  неприбуткового статусу ОСББ, про діяльність енергосервісних компаній (2 закони), про прозорість тарифів на комунальні послуги.
- ОПОРА долучилася до розробки державної програми «теплих кредитів».

2015 — 2016
- Координатори організації в 15 містах взяли участь у підготовці, розробці, прийнятті та впровадженні Планів дій зі сталого енергетичного розвитку.
- ОПОРА реалізувала навчальні програми «Академія відповідальних власників» та «Школа ефективного ОСББ».

2016
ОПОРА адвокатувала питання створення незалежного регулятора на ринку енергетики і комунальних послуг.
У 2016 році у співпраці з міжнародними партнерами ОПОРОЮ вперше був проведений Personal Democracy Forum в Україні. Personal Democracy Forum Ukraine — це щорічна конференція, яка проводиться в багатьох містах по всьому світі та об'єднує топових технологів, учасників кампаній, урядових посадовців, журналістів та науковців для дводенного марафону презентацій, воркшопів та відкриття можливостей налагодження зв'язків у сфері викликів громадських технологій. У 2017 році ОПОРА провела другий PDF у Києві.
2017
Прийнято ключові закони «пакету енергоефективності», в розробці яких ОПОРА брала участь: про Фонд енергоефективності, про комерційний облік тепло- та водопостачання, про енергетичну ефективність будівель.

## Об'єднання та коаліції
Громадянська мережа ОПОРА входить до низки формальних та неформальних об'єднань і коаліцій, в рамках яких співпрацює з партнерськими організаціями задля досягнення спільної мети.
За період своєї роботи ОПОРА співпрацювала з такими організаціями: USAID, Офіс Ради Європи, Європейська комісія, Black Sea Trust, NDI, IFES, Громадський холдинг ГРУПА ВПЛИВУ, Програма РАДА, Фонд Східна Європа, Лабораторія законодавчих ініціатив, Ліга інтернів, Інтерньюз-Україна, Hromadske.ua, Worl Bank Group, International Finance Corporation, DiXi Group, Український кризовий медіа-центр, Національний екологічний центр України, Асоціація енергоефективності та енергозбереження, Асоціація «Енергоефективні міста України», Біоенергетична асоціація України, «Український центр європейської політики», Інститут місцевого розвитку, Інститут суспільно-економічних досліджень, Реанімаційний Пакет Реформ, USETI, Фонд «Демократичні ініціативи» ім. Ілька Кучеріва, Techsoup, NED, C.S. Mott Foundation, Citizens Network Watchdog Poland.Організація є учасницею коаліції Реанімаційний пакет реформ.

## Продукти ОПОРИ
- Сайт ОПОРИ
- Мапа порушень
- Мобільний додаток «Місцеві вибори»
- Сайт про парламент
- Пошук по стенограмах «Рада говорить»[недоступне посилання з липня 2019]
- Мапа приймалень народних депутатів
- Вони голосують для тебе
- Візуалізатор даних голосувань Верховної Ради України
- Портал Apps4cities
- Індекс публічності місцевого самоврядування
- Сайт «ПроОСББ»
- Портал «ЖИТЛО»
- Новини про освіту
- Інтернет-книгарня, де зібрано видання ОПОРИ

### Видавництво
З 2007 року за ініціативи мережі виходить Всеукраїнське друковане видання «Точка ОПОРИ».